# Derek Bell (piloto)
Derek Reginald Bell (Pinner, Inglaterra, Reino Unido, 31 de octubre de 1941) más conocido como Derek Bell, es un piloto británico de automovilismo, destacado principalmente en carreras de resistencia durante la década de 1980.
Tras competir en Fórmula 3 y Fórmula 2, Bell debutó en la Fórmula 1 en 1968. Largó en 9 Grandes Premios de 16 intentos, con un sexto puesto en Estados Unidos 1970 y un 11º en Alemania 1974 por el equipo Surtees sus únicos arribos a meta.
Sus principales éxitos ha sido el título de pilotos en el Campeonato Mundial de Resistencia en 1985 y 1986, las 24 Horas de Le Mans (1975, 1981, 1982, 1986 y 1987) y tres veces las 24 Horas de Daytona (1986, 1987 y 1989), en la mayoría de las ocasiones por el equipo oficial de Porsche.
También resultó de vencedor en los 1000 km de Monza, los 1000 km de Silverstone y los 1000 km de Spa-Francorchamps, logrando un total de 21 victorias en el Campeonato Mundial de Resistencia. Por otra parte, resultó segundo en el Campeonato IMSA GT 1985 y tercero en 1984 y 1986.
Tuvo como compañeros de butaca a Jacky Ickx, Hans-Joachim Stuck, Stefan Bellof y Al Holbert en gran parte de sus logros.
También ganó los 1000 kilómetros de Buenos Aires de Sport Prototipos del año 1971 con un Porsche 917K del Equipo Gulf compartiendo butaca con el Suizo Joseph Sifert
Carrera en la cual perdió la vida en un accidente el piloto italiano
de Ferrari Ignazio Giunti

## Resultados

### Fórmula 1
(Clave) (negrita indica pole position) (cursiva indica vuelta rápida)

| 1968    | Scuderia Ferrari SpA SEFAC  | RSA | ESP | MON | BEL     | NED | FRA     | GBR | GER     | ITA Ret | CAN     | USA Ret | MEX     |         |         |     | NC   | 0 |
| 1969    | Bruce McLaren Motor Racing  | RSA | ESP | MON | NED     | FRA | GBR Ret | GER | ITA     | CAN     | USA     | MEX     |         |         |         |     | NC   | 0 |
| 1970    | Tom Wheatcroft Racing       | RSA | ESP | MON | BEL Ret | NED | FRA     | GBR | GER     | AUT     | ITA     | CAN     |         |         |         |     | 22.º | 1 |
| 1970    | Team Surtees                |     |     |     |         |     |         |     |         |         |         |         | USA 6   | MEX     |         |     | 22.º | 1 |
| 1971    | Team Surtees                | RSA | ESP | MON | NED     | FRA | GBR Ret | GER | AUT     | ITA     | CAN     | USA     |         |         |         |     | NC   | 0 |
| 1972    | Martini Racing Team         | ARG | RSA | ESP | MON     | BEL | FRA DNS | GBR | GER Ret | AUT     | ITA DNQ | CAN DNS | USA Ret |         |         |     | NC   | 0 |
| 1974    | Bang & Olufsen Team Surtees | ARG | BRA | RSA | ESP     | BEL | MON     | SWE | NED     | FRA     | GBR DNQ | GER 11  |         |         |         |     | NC   | 0 |
| 1974    | Team Surtees                |     |     |     |         |     |         |     |         |         |         |         | AUT DNQ | ITA DNQ | CAN DNQ | USA | NC   | 0 |
| Fuente: |                             |     |     |     |         |     |         |     |         |         |         |         |         |         |         |     |      |   |